# Рев II
Рев II (* რევ II, д/н —361) — співцар Іберії у 345—361 роках.

## Життєпис
Походив з династії Хосровідів. Син Міріана III, царя Іберії, та Нани. Про Рева II відомо замало. Спочатку отримав Уджарму, східну частину Кахетії. Знано, що у 345—361 роках був співцарем свого батька. Ймовірно це було викликано намаганням Міріана III, що був першим з царем роду Хсровідів, зміцнити свою владу над Іберією.
Був одружений з представницею Вірменських Аршакидів, в шлюбі мав 2 дітей. Помер у 361 році, перед батько або невдовзі після нього. Йому спадкував старший син Саурмаг II.

## Родина
Дружина — Саломе, донька Тірдата III, царя Великої Вірменії
Діти:
- Саурмаг II, цар Іберії у 361—378 роках
- Тірдат, цар Іберії у 394—406 роках